# سيبونيسو جوميدى
سيبونيسو جوميدى (بالإنجليزية: Siboniso Gumede)‏ (14 سبتمبر 1985 في جنوب أفريقيا - ) هو لاعب كرة قدم جنوب أفريقي في مركز الدفاع. لعب مع بيدفيست ويتس ونادي أمازولو.

## وصلات خارجية
- سيبونيسو جوميدى على موقع قاعدة بيانات كرة القدم.إي يو (الإنجليزية)